# Vaixell Liberty
Els vaixells Liberty van ser una classe de vaixells de càrrega construïts als Estats Units durant la Segona Guerra Mundial en el marc del Programa de Construcció Naval d'Emergència. Tot i que el concepte era britànic el disseny va ser adoptat pels Estats Units per la seva construcció senzilla i de baix cost. Produït en massa a una escala sense precedents, el vaixell Liberty va arribar a simbolitzar la producció industrial dels Estats Units en temps de guerra.
La classe es va desenvolupar per satisfer les comandes britàniques de transports per substituir els vaixells que s'havien perdut. Divuit drassanes estatunidenques van construir 2.710 vaixells Liberty entre 1941 i 1945 (una mitjana de tres vaixells cada dos dies), fàcilment el nombre més gran de vaixells mai produïts amb un sol disseny.
El vaixell Liberty va ser substituït pel vaixell Victory, un vaixell una mica més gran, materialment més ràpid, amb motors més moderns i un disseny generalment similar. Se'n van construir més de 500 entre 1943 i 1945.
La producció de vaixells Liberty va reflectir (encara que a una escala molt més gran) la fabricació de "Hog Islander" i tipus de vaixells estandarditzats similars durant la Primera Guerra Mundial. La immensitat de l'esforç, el nombre de vaixells construïts, el paper de les treballadores en la seva construcció i la supervivència d'alguns molt més temps que la seva vida útil original de cinc anys es combinen per fer que siguin objecte de molt interès continu.

## Història

### Disseny

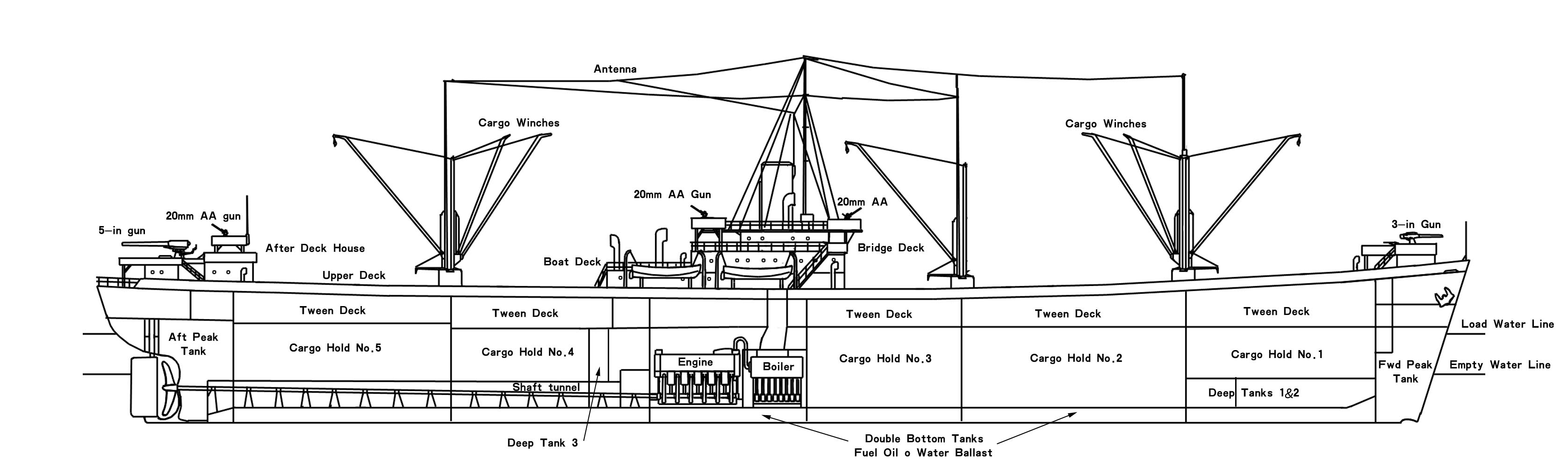
Pla de perfil d'un vaixell Liberty

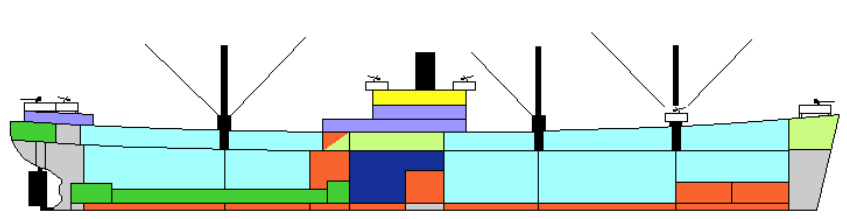
Un diagrama en color dels compartiments d'un vaixell Liberty, des del costat dret, de davant cap a la dreta
Espais de màquines
Comandament i control
Magatzems de líquids
Càrrega seca
Sala de màquines
Diversos
Magatzems secs
Habitatge

El 1936, es va aprovar la Llei de la Marina Mercant Americana per subvencionar la construcció anual de 50 vaixells mercants comercials que podien ser utilitzats en temps de guerra per la Marina dels Estats Units com a auxiliars navals, tripulats per mariners mercants nord-americans. El nombre es va duplicar el 1939 i de nou el 1940 fins a 200 vaixells a l'any. Els tipus de vaixells incloïen dos petroliers i tres tipus de vaixells mercants, tots propulsats per turbines de vapor. La capacitat industrial limitada, especialment per a engranatges de reducció, va significar que es van construir relativament pocs d'aquests dissenys de vaixells.
Tanmateix, el 1940, el govern britànic va encarregar 60 vaixells de càrrega de la classe Ocean a les drassanes americanes per substituir les pèrdues de guerra i augmentar la flota mercant. Aquests eren senzills però força grans (per a l'època) amb una sola màquina de vapor composta de 2.500 cavalls de potència (1.900 kW) de disseny obsolet però fiable. Gran Bretanya va especificar centrals de carbó, perquè aleshores tenia extenses mines de carbó i no tenia una producció nacional significativa de petroli.
Els dissenys precedents, que incloïen el "Northeast Coast, Open Shelter Deck Steamer", es basaven en un vaixell senzill produït originalment a Sunderland per J.L. Thompson & Sons,  basat en un disseny de 1939 per a un senzill vaixell de vapor vagabund, que era barat de construir i de fer funcionar (vegeu Silver Line). Alguns exemples són el SS Dorington Court , construït el 1939. L'ordre especificava un augment de 0,46 m en el calat per augmentar el desplaçament en 800 tones llargues (810 t) fins a 10.100 tones llargues (10.300 t). L'allotjament, el pont i el motor principal estaven situats a la part central del vaixell, amb un túnel que connectava l'eix del motor principal amb l'hèlix mitjançant una llarga extensió de popa. El primer vaixell de la classe Ocean, el SS Ocean Vanguard , va ser botat el 16 d'agost de 1941.

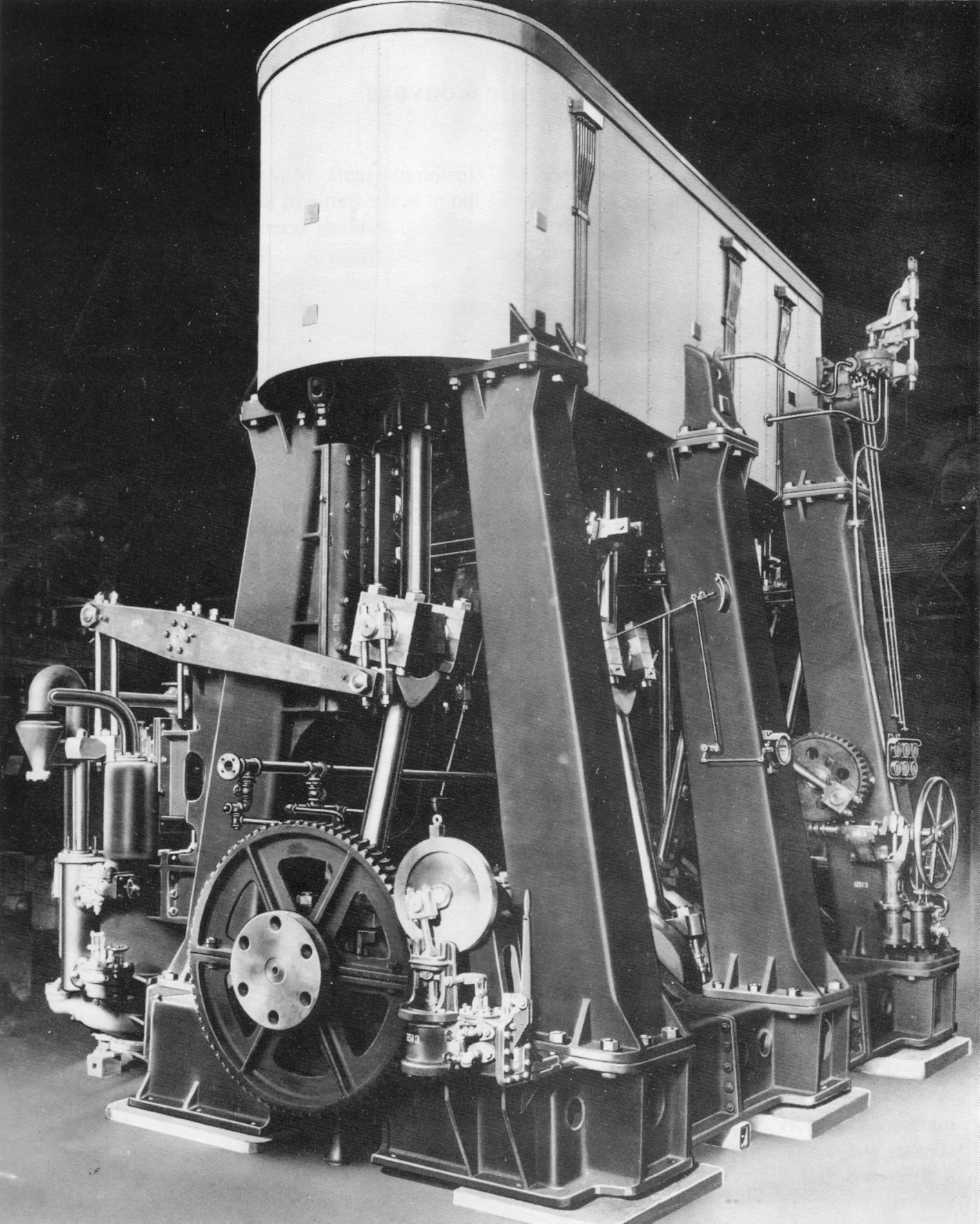
Motor de vapor de triple expansió vertical de 140 tones del tipus utilitzat per impulsar els vaixells Liberty de la Segona Guerra Mundial, muntat per a proves abans del lliurament.

El disseny va ser modificat per la Comissió Marítima dels Estats Units, en part per augmentar la conformitat amb les pràctiques de construcció americanes, però més important encara per fer-lo encara més ràpid i econòmic de construir. La versió nord-americana es va designar com a 'EC2-S-C1': 'EC' per a "Emergency Cargo" (Càrrega d'Emergència), '2' per a un vaixell d'entre 400 i 450 peus (120 i 140 m) de llargada (longitud de la línia de flotació de càrrega), 'S' per a màquines de vapor i 'C1' per al disseny C1. El nou disseny va substituir gran part del reblat, que representava un terç dels costos laborals, per la soldadura, i tenia calderes de petroli. Va ser adoptat com a disseny de la Llei de la Marina Mercant, i la producció es va adjudicar a un conglomerat d'empreses d'enginyeria i construcció de la Costa Oest encapçalat per Henry J. Kaiser conegut com les Sis Companyies. Els vaixells Liberty estaven dissenyats per transportar 10.000 tones llargues (10.200 t) de càrrega, normalment un tipus per vaixell, però, durant la guerra, generalment transportaven càrregues que superaven amb escreix aquesta xifra.
El 27 de març de 1941, el nombre de vaixells en règim de préstec i arrendament es va augmentar a 200 per la Llei d'Assignacions Suplementàries d'Ajuda a la Defensa i es va tornar a augmentar a l'abril a 306, dels quals 117 serien vaixells Liberty.

### Variants
El disseny bàsic de càrrega EC2-S-C1 es va modificar durant la construcció en tres variants principals amb les mateixes dimensions bàsiques i una lleugera variació en el tonatge. Una variant, amb bàsicament les mateixes característiques però amb diferents números de tipus, tenia quatre bodegues en lloc de cinc servides per grans escotilles i un kingpost amb barreres de gran capacitat. Aquests quatre vaixells de bodega estaven designats per al transport de tancs i avions en caixes.
A la publicació detallada del Registre Federal dels preus de la postguerra dels tipus de la Comissió Marítima, les variants Liberty s'indiquen com:
EC2-S-AW1
Collier (Tots els noms de pila de les vetes de carbó són SS Banner Seam , Beckley Seam i Bon Air Seam )
Z-EC2-S-C2
Vaixell portatancs (quatre bodegues, pals de rei) – per exemple el SS Frederic C. Howe 
Z-ET1-S-C3
Petrolier T1 – exemple SS Carl R. Gray. Divuit van ser comissionats per a l'USN el 1943 com el petrolier classe Armadillo
Z-EC2-S-C5
Transport d'aeronaus en caixa (quatre bodegues, pals de rei): exemple SS Charles A. Draper. Després de la guerra, 16 d'aquests vaixells Liberty es van convertir entre 1954 i 1958 en vaixells de piquet de radar de la classe Guardian.
Com a preparació per al desembarcament de Normandia i posteriorment per donar suport a la ràpida expansió del transport logístic a terra, es va fer una modificació per fer que els vaixells Liberty estàndard fossin més adequats per al transport massiu de vehicles i, en els registres, es veuen com a "MT" per a vaixells de transport motoritzat. Com a MT, es van carregar quatre bodegues amb vehicles, mentre que la cinquena es va modificar per allotjar els conductors i ajudants.
Les modificacions en els transports de tropes tampoc van rebre designacions de tipus especials.

### Propulsió

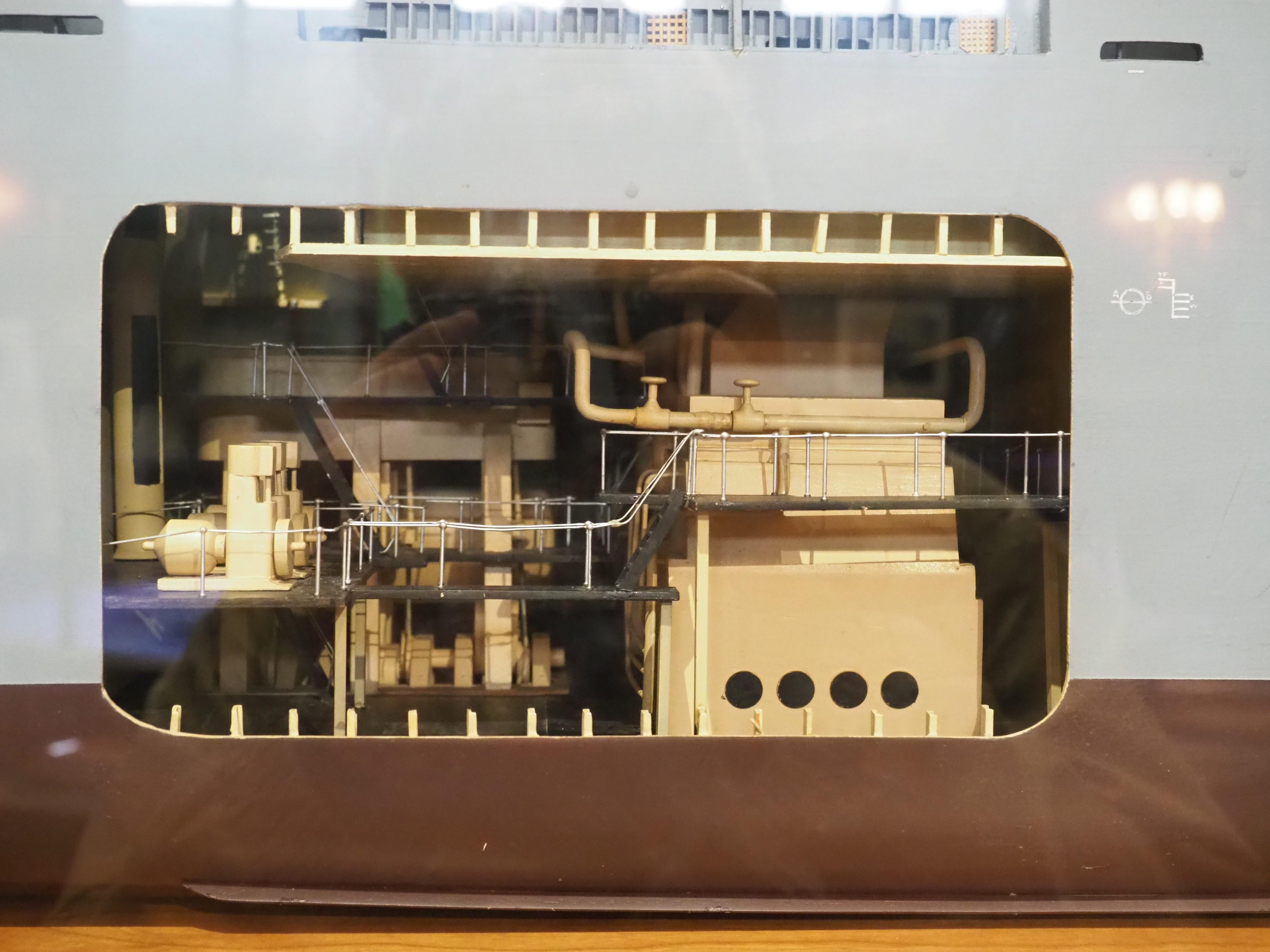
Sala de màquines (maqueta retallada)

El 1941, la turbina de vapor era el motor de vapor marí preferit per la seva major eficiència en comparació amb els motors de vapor compostos alternatius anteriors. Tanmateix, els motors de turbina de vapor requerien tècniques de fabricació molt precises per mecanitzar els seus complicats engranatges de reducció de doble helicoïdal, i les empreses capaces de produir-los ja estaven compromeses amb el gran programa de construcció de vaixells de guerra. Per tant, es va seleccionar un motor de vapor de triple expansió vertical de 140 tones curtes (130 t), de disseny obsolet, per alimentar els vaixells Liberty perquè era més barat i fàcil de construir en les quantitats necessàries per al programa de vaixells Liberty, i perquè més empreses el podien fabricar. Divuit empreses diferents van acabar construint el motor. Tenia l'avantatge addicional de la robustesa, la simplicitat i la familiaritat per als mariners. Les peces fabricades per una empresa eren intercanviables amb les fabricades per una altra, i l'obertura del seu disseny feia que la majoria de les seves peces mòbils fossin fàcils de veure, accedir i lubricar. El motor, de 6,4 m de llargada i 5,8 m d'alçada, va ser dissenyat per funcionar a 76 rpm i propulsar un vaixell Liberty a uns 11 nusos (20 km/h).

### Construcció
Els vaixells es construïen amb seccions soldades entre si. Això és similar a la tècnica utilitzada per Palmer a Jarrow, al nord-est d'Anglaterra, però substituïa la soldadura per rebladura. La construcció dels vaixells reblats va trigar diversos mesos. La força laboral va ser recentment formada, ja que les drassanes responsables no havien construït vaixells soldats prèviament. Quan els Estats Units van entrar a la guerra, les drassanes van contractar dones per substituir els homes que s'allistaven a les forces armades.

La construcció d'un vaixell Liberty a les drassanes Bethlehem-Fairfield, Baltimore, Maryland, al març/abril de 1943
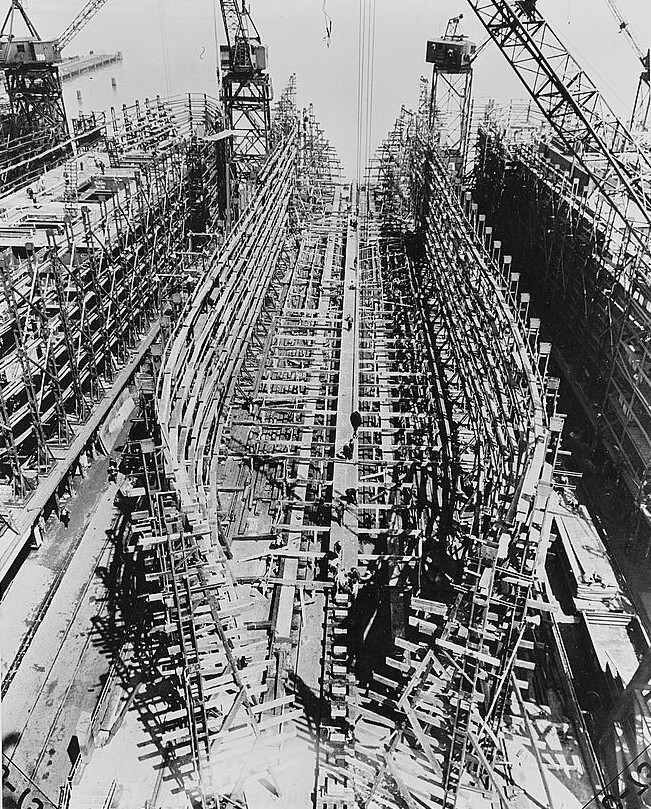
Dia 2: Col•locació de les plaques de la quilla
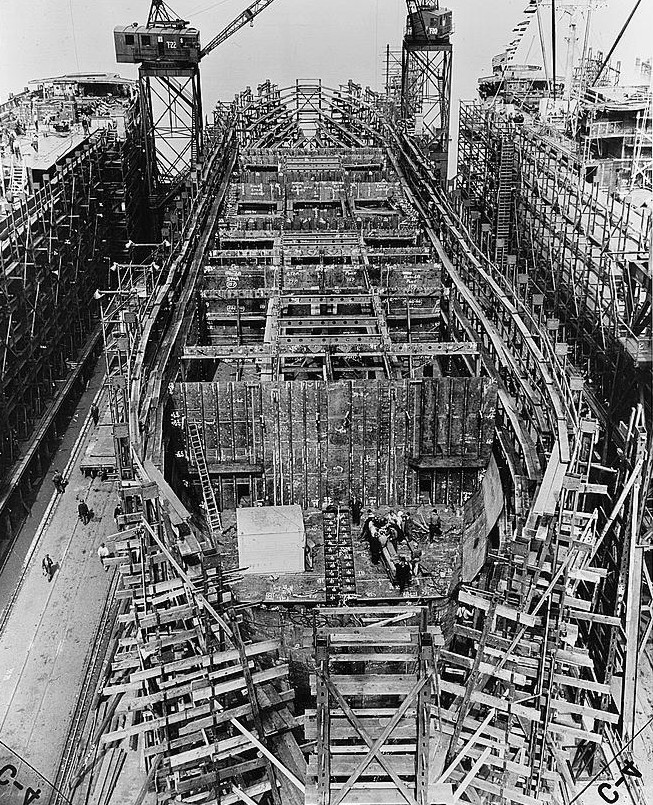
Dia 6: Els mampares i les bigues sota la segona coberta estan col•locats.
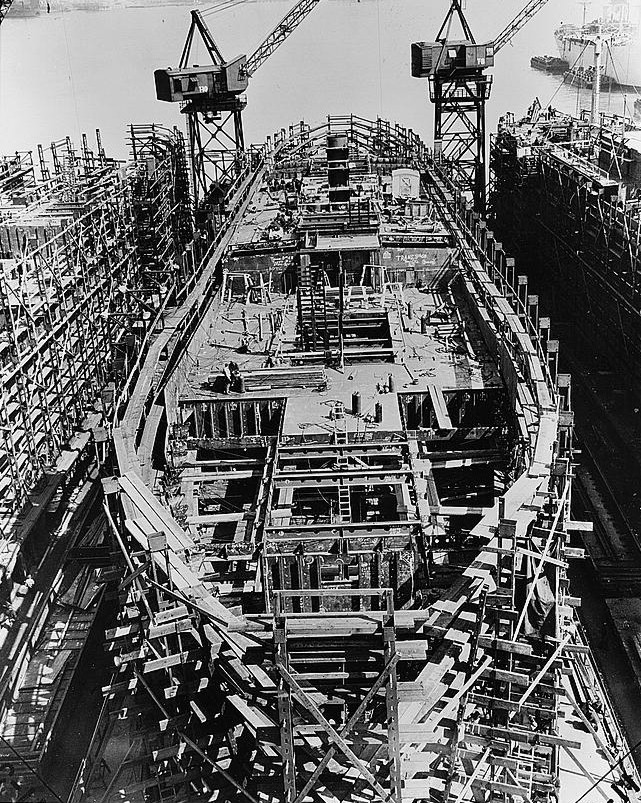
Dia 10: S'acaba la coberta inferior i s'aixeca la coberta superior a la part central del vaixell
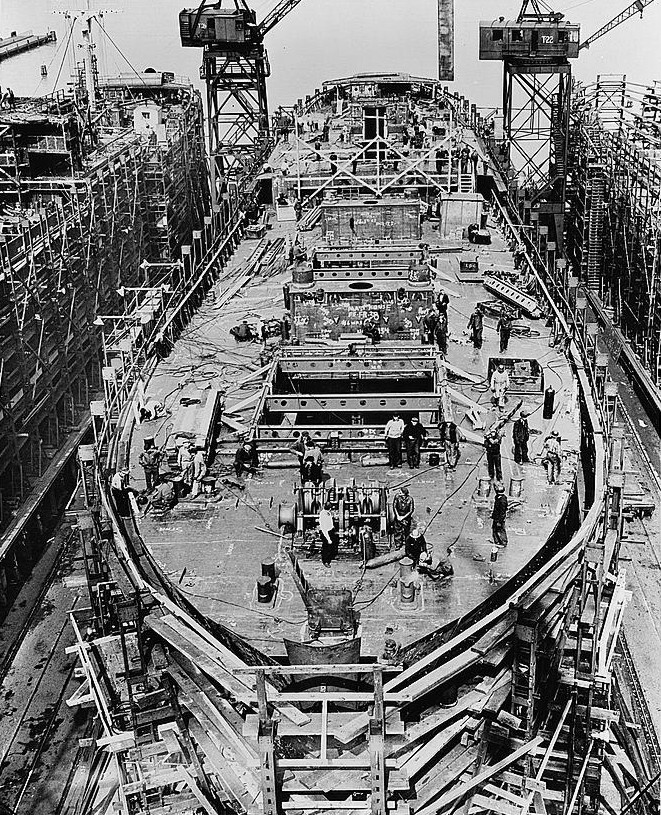
Dia 14: Coberta superior construïda i casetes de pals i la caseta de la coberta de popa col•locades
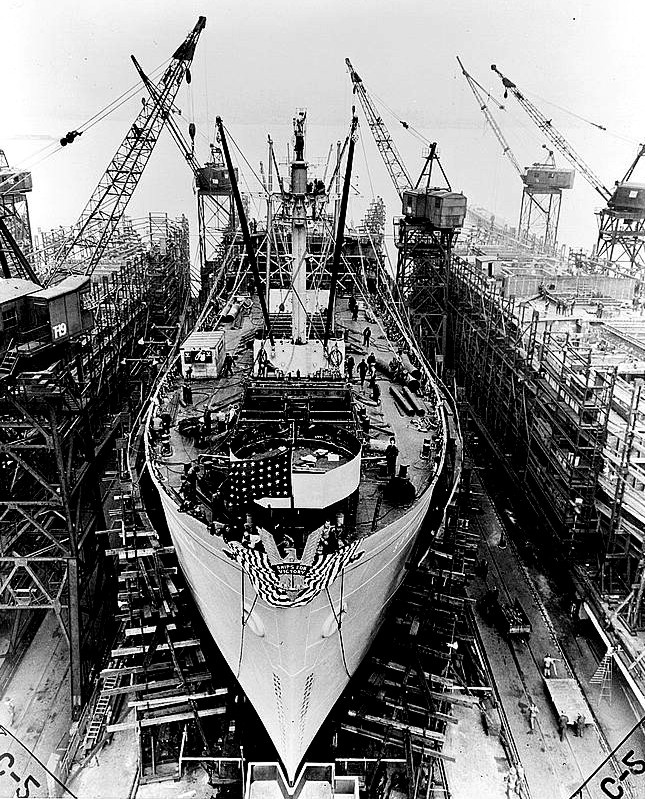
Dia 24: Vaixell a punt per a la botadura

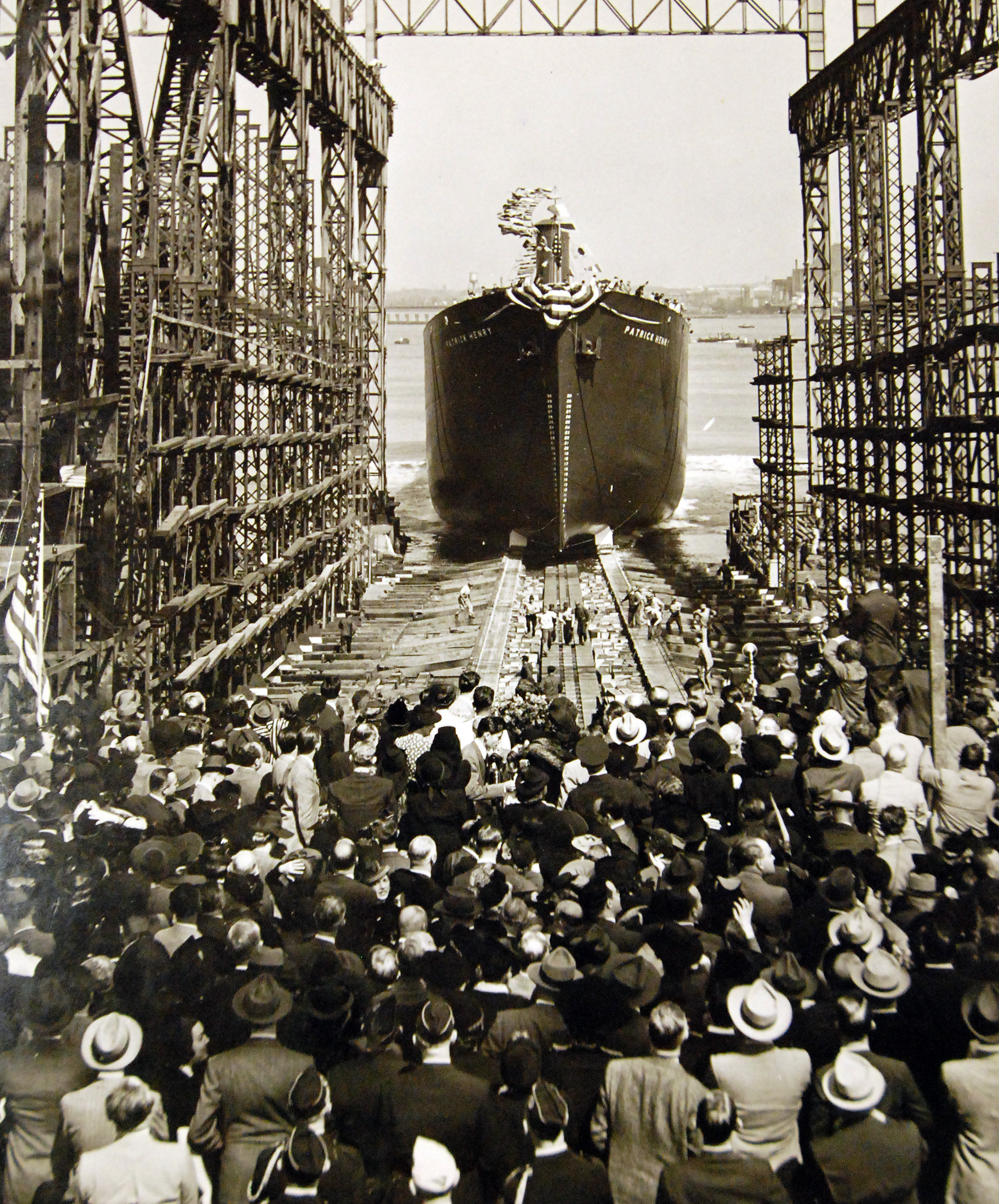
Botadura del SS Patrick Henry, el primer vaixell Liberty, el 27 de setembre de 1941

Inicialment, els vaixells tenien una mala imatge pública a causa del seu aspecte. En un discurs que anunciava el programa de construcció naval d'emergència, el president Franklin D. Roosevelt es va referir al vaixell com "un objecte d'aspecte horrible", i Timeel va anomenar un "aneguet lleig". El 27 de setembre de 1941 es va anomenar Dia de la Flota de la Llibertat per intentar calmar l'opinió pública, ja que els primers 14 vaixells "d'emergència" es van botar aquell dia. El primer d'aquests va ser el SS  Patrick Henry, botat pel president Roosevelt. En els seus comentaris a la cerimònia de botadura, Roosevelt va citar el discurs de Patrick Henry de 1775 que acabava "Doneu-me la llibertat o doneu-me la mort!". Roosevelt va dir que aquesta nova classe de vaixell portaria la llibertat a Europa, la qual cosa va donar lloc al nom de vaixell Liberty.
Els primers vaixells van requerir uns 230 dies per construir-se (el Patrick Henry va trigar 244 dies), però el temps mitjà de producció per vaixell va baixar a 39 dies el 1943. El rècord el va establir el SS  Robert E. Peary, que va ser botat 4 dies i 15 hores i mitja després de la col•locació de la quilla, tot i que aquest truc publicitari no es va repetir: de fet, encara quedava molta feina d'acondicionament i altres treballs per fer després de la botadura del Peary . Els vaixells es van fabricar en cadena, a partir de seccions prefabricades. El 1943 es completaven tres vaixells Liberty diàriament. Normalment rebien el nom de nord-americans famosos, començant pels signants de la Declaració d'Independència. Es poden veure imatges de noticiaris de la botadura del vaixell que porta el nom de l'autor nord-americà Jack London a la pel·lícula  Jack London. 17 dels vaixells Liberty van rebre el nom en honor d'afroamericans destacats. El primer, en honor de Booker T. Washington, va ser batejat per Marian Anderson el 1942, i el SS  Harriet Tubman, reconeixent-se com l'única dona de la llista, va ser batejat el 3 de juny de 1944.
Qualsevol grup que recaptés bons de guerra per valor de 2 milions de dòlars podia proposar un nom. La majoria portaven els noms de persones mortes. L'únic homònim viu era Francis J. O'Gara, el contramestre del SS  Jean Nicolet , que es creu que va morir en un atac de submarins, però que de fet va sobreviure a la guerra en un camp de presoners de guerra japonès. No van rebre el nom de persones: SS  Stage Door Canteen, que va rebre el nom del club USO  de Nova York; i el SS USO, que va rebre el nom de les United Service Organizations (USO).
Un altre vaixell Liberty notable va ser el SS  Stephen Hopkins, que va enfonsar el vaixell corsari alemany Stier en un tiroteig entre vaixells el 1942 i es va convertir en el primer vaixell americà a enfonsar un vaixell de combat de superfície alemany.

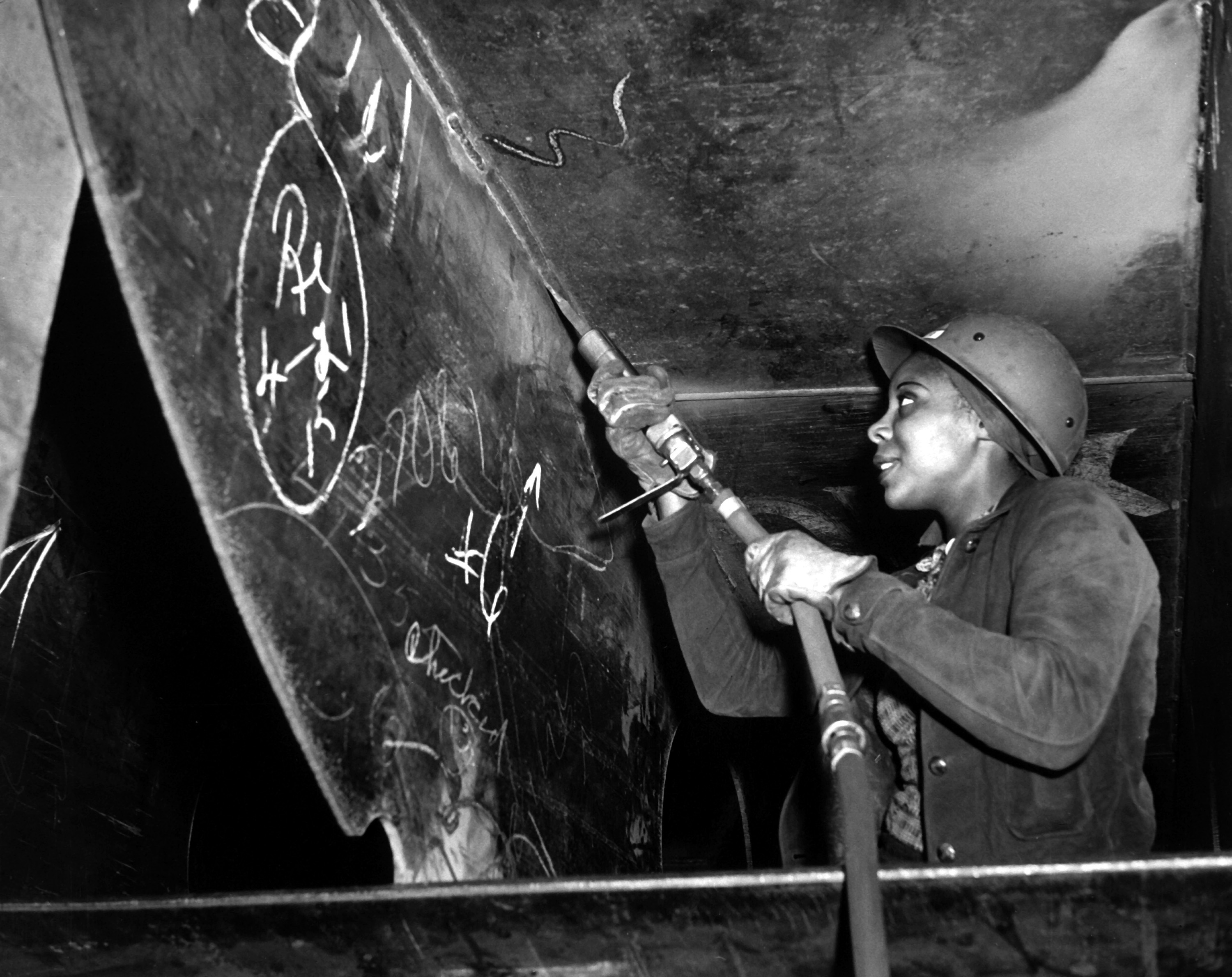
Eastine Cowner, una antiga cambrera, treballant al vaixell Liberty SS George Washington Carver a les drassanes Kaiser de Richmond, Califòrnia, el 1943. Una d'una sèrie de fotos fetes per E. F. Joseph en nom de l'Oficina d'Informació de Guerra, que documenten la tasca dels afroamericans en l'esforç bèl·lic.

El derelicte del SS  Richard Montgomery es troba davant la costa de Kent amb 1.500 tones curtes (1.400 tones ) d'explosius encara a bord, suficients per igualar una arma nuclear de molt petita potència en cas que mai explotessin. El SS  EA Bryan va detonar amb l'energia de 2.000 tones de TNT (8.400  GJ) el juliol de 1944 mentre es carregava, matant 320 mariners i civils en el que es va anomenar el desastre de Port Chicago. Un altre vaixell Liberty que va explotar va ser el rebatejat SS  Grandcamp, que va causar el desastre de Texas City el 16 d'abril de 1947, matant almenys 581 persones.
Sis vaixells Liberty van ser convertits a Point Clear, Alabama, per la Força Aèria de l'Exèrcit dels Estats Units, en dipòsits flotants de reparació d'avions, operats pel Servei de Transport de l'Exèrcit, a partir de l'abril de 1944. El projecte secret, anomenat "Projecte Ivory Soap", va proporcionar suport de dipòsit mòbil per a bombarders B-29 Superfortress i caces P-51 Mustang amb base a Guam, Iwo Jima i Okinawa a partir del desembre de 1944. Els sis ARU(F) (Unitat de Reparació d'Aeronaus Flotant), però, també van ser equipats amb plataformes d'aterratge per allotjar quatre helicòpters Sikorsky R-4, on van proporcionar evacuació mèdica de baixes en combat tant a les Illes Filipines com a Okinawa.
L'últim vaixell Liberty de nova construcció va ser el SS  Albert M. Boe, botat el 26 de setembre de 1945 i lliurat el 30 d'octubre de 1945. Va rebre el nom de l'enginyer en cap d'un carguer de l'exèrcit dels Estats Units que s'havia quedat sota coberta per apagar els motors després d'una explosió el 13 d'abril de 1945, un acte que li va valer una Medalla al Servei Distingit a la Marina Mercant pòstuma. El 1950, Industriale Maritime SpA, Gènova , Itàlia, va construir un "nou" vaixell Liberty utilitzant la secció de proa del Bert Williams i la secció de popa del Nathaniel Bacon , ambdues destrossades. El nou vaixell es va anomenar SS  Boccadasse , i va servir fins que va ser desballestat el 1962.
També es van produir diversos dissenys de petroliers produïts en sèrie, sent el més nombrós la sèrie de petroliers T2, amb uns 490 construïts entre 1942 i finals de 1945.

### Problemes

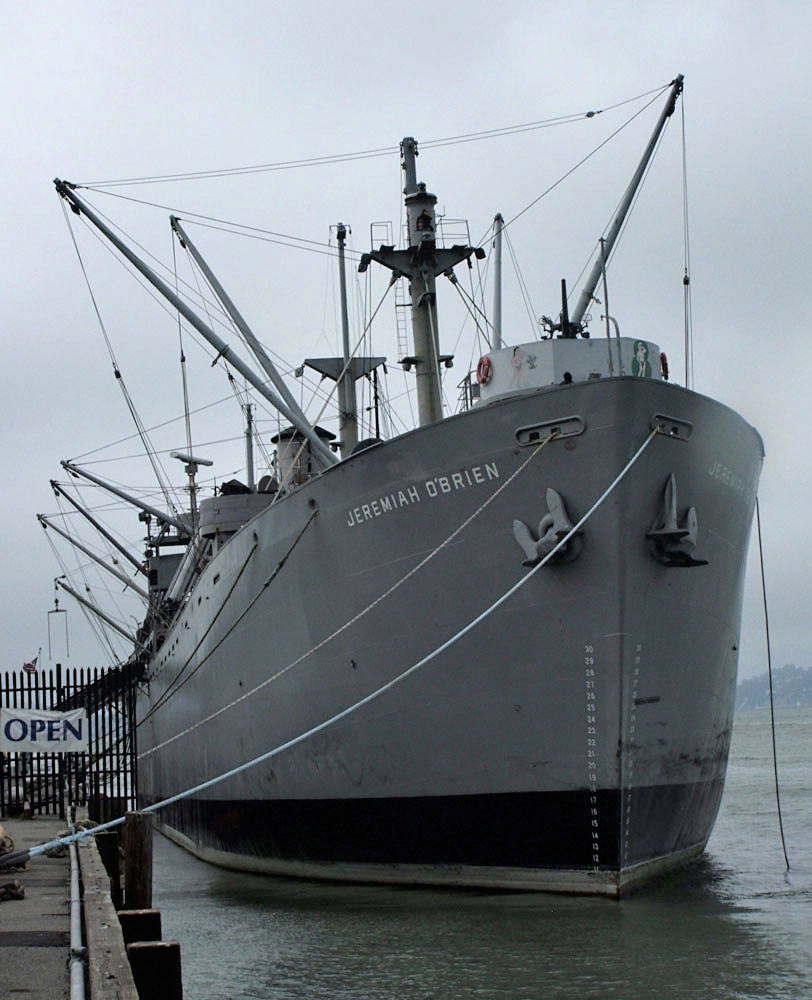
SS Jeremiah O'Brien

#### Esquerdes del buc

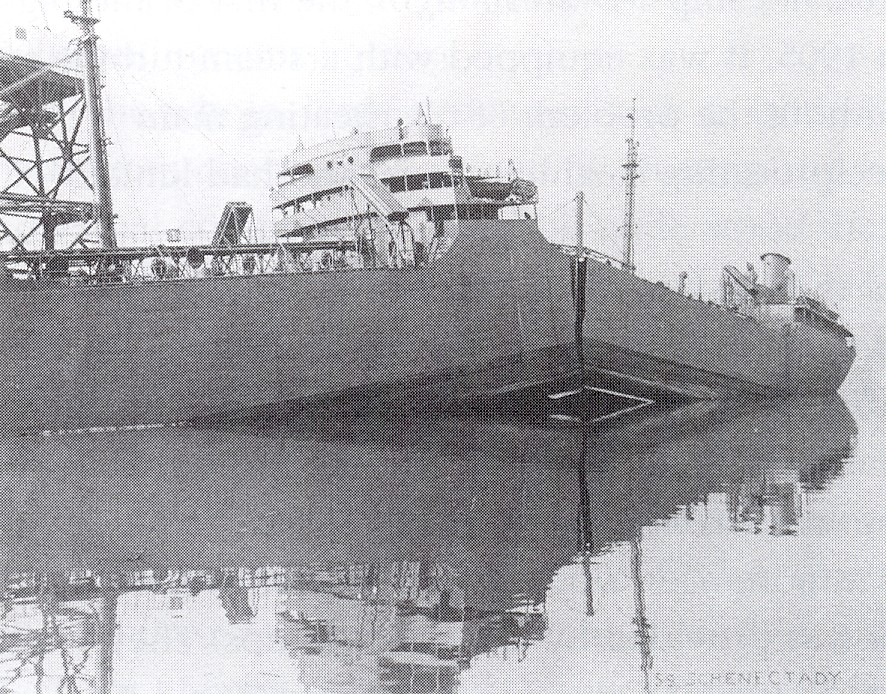
El SS Schenectady es va partir per una fractura fràgil mentre era al port, el 1943. Era un petrolier T2 de 152 metres d'eslora.

Els primers vaixells Liberty van patir esquerdes al buc i a la coberta, i alguns es van perdre a causa d'aquests defectes estructurals. Durant la Segona Guerra Mundial hi va haver gairebé 1.500 casos de fractures fràgils importants . Dotze vaixells, inclosos tres dels 2.710 vaixells Liberty construïts, es van trencar per la meitat sense previ avís, inclòs el SS  John P. Gaines, que es va enfonsar el 24 de novembre de 1943 amb la pèrdua de 10 vides. Les sospites van recaure sobre les drassanes, que sovint havien utilitzat treballadors inexperts i noves tècniques de soldadura per produir un gran nombre de vaixells a gran velocitat.
El Ministeri de Transport de Guerra va agafar prestat l'Empire Duke de construcció britànica amb finalitats de prova. Constance Tipper de la Universitat de Cambridge, va demostrar que les fractures no començaven a les soldadures, sinó que es devien a la fragilització de l'acer utilitzat. Tanmateix, quan s'utilitzava en la construcció amb reblons, el mateix acer no tenia aquest problema. Tipper va descobrir que a una certa temperatura, l'acer amb què estaven fets els vaixells passava de ser dúctil a fràgil, permetent que es formessin i es propaguessin esquerdes. Aquesta temperatura es coneix com a temperatura crítica de transició dúctil-fràgil. Els vaixells de l'Atlàntic Nord estaven exposats a temperatures que podien caure per sota d'aquest punt crític. La construcció del buc predominantment soldada, efectivament una làmina contínua d'acer, permetia que petites esquerdes es propaguessin sense obstacles, a diferència d'un buc fet de plaques separades reblonades. Un tipus comú d'esquerda es nucleava a la cantonada quadrada d'una escotilla que coincidia amb una costura soldada, tant la cantonada com la soldadura actuaven com a concentradors d'esforços. A més, els vaixells sovint estaven molt sobrecarregats, cosa que augmentava considerablement l'estrès, i alguns dels problemes estructurals es produïen durant o després de tempestes severes que haurien augmentat encara més l'estrès. Es van aplicar revisions menors a les escotilles i diversos reforços als vaixells Liberty per aturar el problema de les esquerdes. Aquestes van ser algunes de les primeres proves estructurals que van donar origen a l'estudi dels materials. Els vaixells Victory que els van succeir utilitzaven el mateix acer, també soldat en lloc de reblat, però l'espai entre les quadernes es va ampliar de 760 mm a 910 mm, fent que els vaixells fossin menys rígids i més capaços de flexionar-se.

#### Conseqüències i resultats
L'enfonsament dels vaixells Liberty va conduir a una nova manera de pensar sobre el disseny i la fabricació de vaixells. Els vaixells actuals eviten l'ús de cantonades rectangulars per evitar la concentració de tensions. Es van desenvolupar nous tipus d'acer que tenen una major resistència a la fractura, especialment a temperatures més baixes. A més, els soldadors més talentosos i formats poden produir soldadures sense, o almenys amb menys, defectes. Si bé el context i l'època en què es van construir els vaixells Liberty van provocar molts errors, les lliçons apreses van conduir a noves innovacions que permeten una construcció naval més eficient i segura avui dia.

## Servei

### Ús com a vaixells de transport de tropes

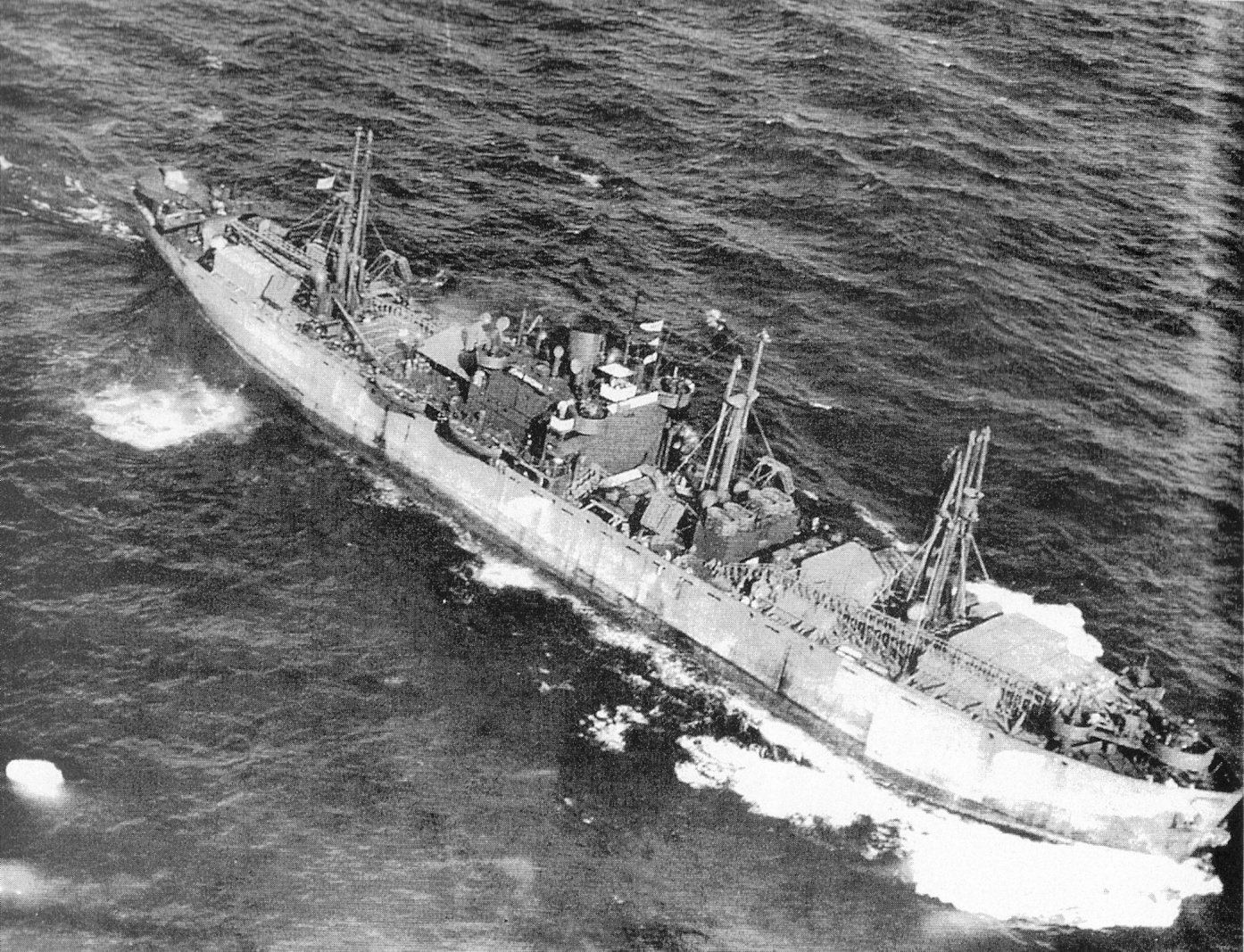
Fotografia aèria del vaixell Liberty SS John W. Brown sortint dels Estats Units amb una gran càrrega de coberta després de la seva conversió a un "vaixell de transport de tropes de capacitat limitada". Probablement va ser presa l'estiu de 1943 durant el seu segon viatge.

El setembre de 1943, els plans estratègics i l'escassetat de cascos més adequats van exigir que els vaixells Liberty es fessin servir d'emergència com a transport de tropes, i uns 225 es van convertir finalment per a aquest propòsit. Les primeres conversions generals van ser dutes a terme a corre-cuita per l'Administració de Navegació de Guerra (WSA) perquè els vaixells poguessin unir-se als combois de camí al nord d'Àfrica per a l'Operació Torxa .  Fins i tot abans, els Serveis de Subministrament de l'Exèrcit dels Estats Units del comandament de l'Àrea del Pacífic Sud-oest havien convertit almenys un, el William Ellery Channing , a Austràlia en un transport de tropes d'assalt amb llanxes de desembarcament (LCIs i LCVs) i tropes, i el vaixell es va reconvertir per a càrrega després que la Marina rebés la responsabilitat exclusiva de les operacions d'assalt amfibi. D'altres al Pacífic Sud-oest es van convertir en transports de tropes improvisats per a operacions de Nova Guinea instal•lant cuines de campanya a la coberta, latrines a popa entre les escotilles número 4 i 5 netejades per mànegues connectades a les boques d'incendis i uns 900 soldats dormint a la coberta o en espais entre cobertes.  Mentre que la majoria dels vaixells Liberty convertits estaven destinats a transportar un màxim de 550 soldats, trenta-tres es van convertir per transportar-ne 1.600 en viatges més curts des de ports continentals dels Estats Units fins a Alaska, Hawaii i el Carib.
El problema de les esquerdes del buc va causar preocupació a la Guàrdia Costanera dels Estats Units, que va recomanar que els vaixells Liberty es retiressin del transport de tropes el febrer de 1944, tot i que els compromisos militars exigien el seu ús continu. El problema més directe va ser la inadequació general dels vaixells com a transport de tropes, sobretot amb les conversions precipitades del 1943, que van generar considerables queixes sobre el mal desordre, l'emmagatzematge d'aliments i aigua, el sanejament, la calefacció/ventilació i la manca d'instal•lacions mèdiques.  Després de la victòria aliada al nord d'Àfrica, uns 250 vaixells Liberty es van dedicar al transport de presoners de guerra als Estats Units El novembre de 1943, el cap de transport de l'exèrcit, el general de divisió Charles P. Gross, i la WSA, els agents del qual operaven els vaixells, van arribar a un acord sobre millores, però els requisits operatius van obligar a augmentar el nombre màxim de tropes transportades en un Liberty de 350 a 500. L'augment de la producció de vaixells més adequats va permetre tornar els vaixells Liberty convertits a corre-cuita a operacions només de càrrega el maig de 1944. Malgrat les queixes, les reserves, la Marina que va demanar al seu personal que no viatgés a bord dels soldats Liberty i fins i tot els comentaris del Senat, les necessitats militars van requerir l'ús dels vaixells. El nombre de tropes es va augmentar a 550 en 200 vaixells Liberty per al seu redesplegament al Pacífic. La necessitat de les conversions de vaixells de transport de tropes va persistir fins al període immediat de postguerra per tal de retornar les tropes de l'estranger el més aviat possible.

### Combat

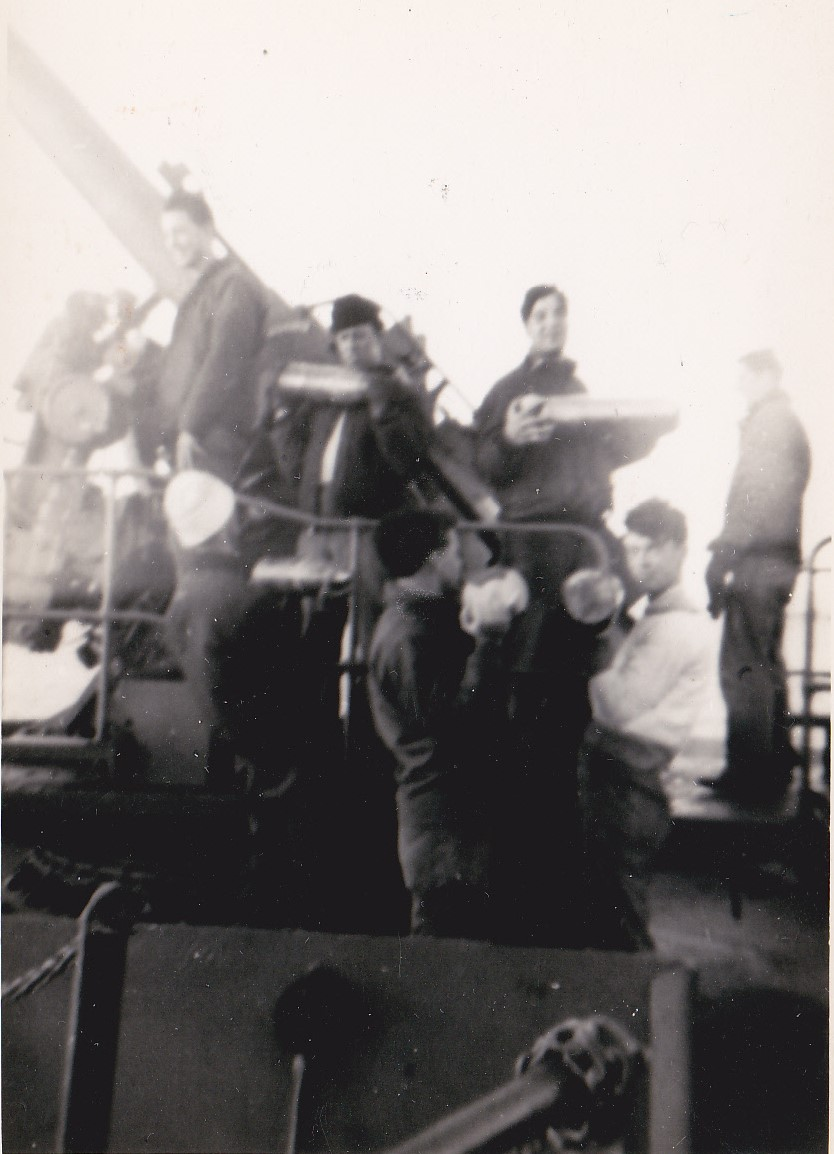
Mariners durant la pràctica de càrrega de projectils a bord del SS Lawton B. Evans el 1943

El 27 de setembre de 1942, el SS  Stephen Hopkins va ser l'únic vaixell mercant estatunidenc que va enfonsar un combat de superfície alemany durant la guerra. Després d'haver rebut l'ordre d'aturar-se, el Stephen Hopkins es va negar a rendir-se, així que el vaixell corsari alemany Stier, fortament armat, i el seu vaixell auxiliar Tannenfels, amb una sola metralladora, van obrir foc. Tot i estar molt superats en armament, la tripulació del Stephen Hopkins va contraatacar, substituint la tripulació de la Guàrdia Armada de l'únic canó de 4 polzades (100 mm) del vaixell per voluntaris a mesura que queien. La lluita va ser curta i tots dos vaixells van resultar en naufragis.
El 10 de març de 1943, el SS  Lawton B. Evans va esdevenir l'únic vaixell que va sobreviure a un atac del submarí alemany  U-221. L'any següent, del 22 al 30 de gener de 1944, el Lawton B. Evans va participar a la batalla d'Anzio, a Itàlia. Va patir repetits bombardejos de bateries costaneres i avions durant vuit dies. Va suportar una llarga allau de bombardejos, foc de metralladora i bombes. El vaixell va abatre cinc avions alemanys.

### Després de la guerra
Més de 2.400 vaixells Liberty van sobreviure a la guerra. D'aquests, 835 van constituir la flota de càrrega de la postguerra. Els empresaris grecs van comprar 526 vaixells i els italians en van comprar 98. Magnats naviliers com John Fredriksen, John Theodoracopoulos, Aristotle Onassis, Stavros Niarchos, Stavros George Livanos, els germans Goulandris, i les famílies Andreadis, Tsavliris, Achille Lauro, Grimaldi i Bottiglieri eren coneguts per haver iniciat les seves flotes comprant vaixells Liberty. Andrea Corrado, el magnat navilier italià dominant de l'època i líder de la delegació naviliera italiana, va reconstruir la seva flota sota el programa. Weyerhaeuser va operar una flota de sis vaixells Liberty (que posteriorment van ser àmpliament reformats i modernitzats) que transportaven fusta, paper de diari i càrrega general durant anys després del final de la guerra.
Alguns vaixells Liberty es van perdre després de la guerra a causa de mines navals que no es van netejar adequadament. El Pierre Gibault va ser desballestat després de xocar contra una mina en una zona prèviament netejada davant l'illa grega de Citera el juny de 1945,  i el mateix mes Colin P. Kelly Jnr va patir danys mortals per l'impacte d'una mina davant el port belga d'Ostende. L'agost de 1945, el William J. Palmer transportava cavalls de Nova York a Trieste quan va bolcar i es va enfonsar 15 minuts després de xocar contra una mina a pocs quilòmetres del destí. Tots els membres de la tripulació i sis cavalls es van salvar. Nathaniel Bacon va topar amb un camp de mines davant de Civitavecchia, el desembre de 1945, es va incendiar, va quedar encallat i es va trencar en dos; la secció més gran es va soldar a un altre mig buc Liberty per fer un nou vaixell de 30 peus més llarg, anomenat Boccadasse.
Encara el desembre de 1947, el Robert Dale Owen, rebatejat com a Kalliopi i que navegava amb bandera grega, es va partir en tres parts i es va enfonsar al nord del mar Adriàtic després de xocar contra una mina. Altres vaixells Liberty perduts a causa de les mines després del final de la guerra inclouen el John Woolman, el Calvin Coolidge, el Cyrus Adler i el Lord Delaware.
El 16 d'abril de 1947, un vaixell Liberty, propietat de la Compagnie Générale Transatlantique, anomenat Grandcamp (originalment construït com a SS Benjamin R. Curtis), va atracar a Texas City, Texas, per carregar una càrrega de 2.300 tones de fertilitzant de nitrat d'amoni. Es va produir un incendi a bord que finalment va fer explotar tota la càrrega de nitrat d'amoni. L'explosió massiva va arrasar Texas City i va provocar incendis que van detonar més nitrat d'amoni en un vaixell i magatzem propers. Va ser una de les explosions no nuclears més grans de la història dels Estats Units. Aquest incident es coneix avui com el desastre de Texas City.

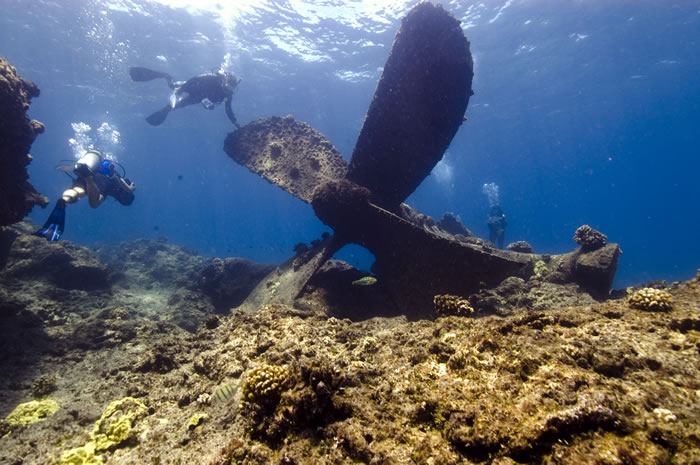
Hèlix del vaixell Liberty Quartette, que va encallar el 1952 a l'atol Pearl i Hermes, a l'oceà Pacífic.

El 21 de desembre de 1952, el SS Quartette, un vaixell Liberty de 129 m d'eslora i 7.198 tones de registre brut , va xocar contra l'escull oriental de l'atol Pearl and Hermes a una velocitat de 10,5 nusos (19 km/h). El vaixell va ser empès més cap a l'escull per les onades braves i els vents de 56 km/h, que van col·lapsar la proa i van danyar dues bodegues davanteres. La tripulació va ser evacuada pel SS Frontenac Victory l'endemà. El remolcador de salvament Ono va arribar el 25 de desembre per intentar remolcar el vaixell, però el temps tempestuós persistent va obligar a retardar l'intent de rescat. El 3 de gener, abans que es pogués fer un altre intent de rescat, les àncores del vaixell es van desprendre i el Quartette va caure contra l'escull, i es va considerar una pèrdua total. Diverses setmanes més tard, es va partir per la meitat a la quilla i els dos trossos es van enfonsar. El lloc del naufragi ara serveix com a escull artificial que proporciona un hàbitat per a moltes espècies de peixos.
El 1953, la Commodity Credit Corporation (CCC) va començar a emmagatzemar l'excedent de gra en vaixells Liberty situats a les flotes de reserva de defensa nacional del riu Hudson, James River, Olympia i Astoria . El 1955, 22 vaixells de la flota de reserva de la badia de Suisun van ser retirats per ser carregats amb gra i després van ser transferits a la flota Olympia. El 1956, quatre vaixells van ser retirats de la flota de Wilmington i transferits, carregats amb gra, a la flota del riu Hudson.
Entre 1955 i 1959, 16 antics vaixells Liberty van ser recomprats per la Marina dels Estats Units i convertits en vaixells de piquet de radar de la classe Guardian per a la Barrera de l'Atlàntic i el Pacífic.
A la dècada del 1960, tres vaixells Liberty i dos vaixells Victory van ser reactivats i convertits en vaixells de recerca tècnica amb el símbol de classificació del buc AGTR (auxiliar, recerca tècnica) i utilitzats per recopilar intel•ligència electrònica i per a tasques de piquet de radar per la Marina dels Estats Units. Els vaixells Liberty SS Samuel R. Aitken es van convertir en USS Oxford, SS Robert W. Hart es va convertir en USS Georgetown, SS J. Howland Gardner es va convertir en USS Jamestown, amb els vaixells Victory SS Iran Victory, que es va convertir en USS Belmont, i el SS  Simmons Victory es va convertir en USS Liberty. Tots aquests vaixells van ser donats de baixa i donats de baixa del Registre de Vaixells Navals el 1969 i el 1970.

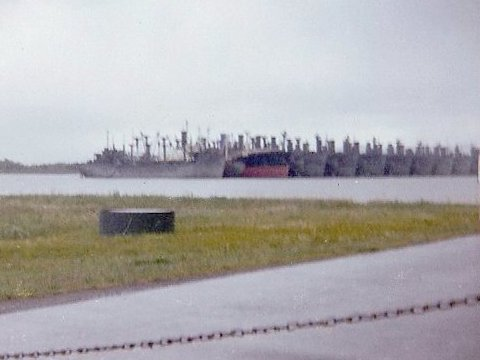
Vaixells Liberty desmantellats a Tongue Point, Astoria, Oregon, 1965

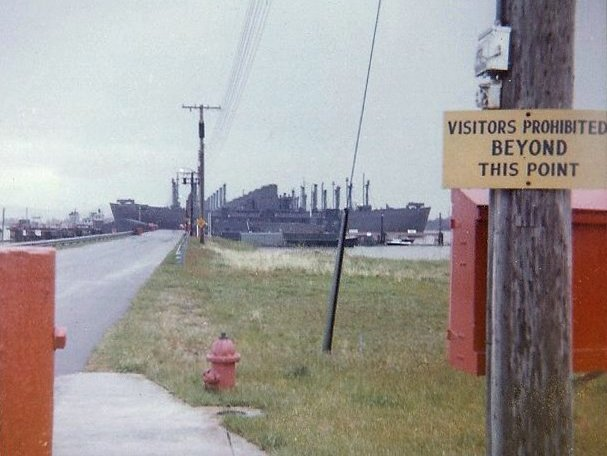
Els Liberty Ships, desmantellats a Tongue Point, Astoria, Oregon, el 1965

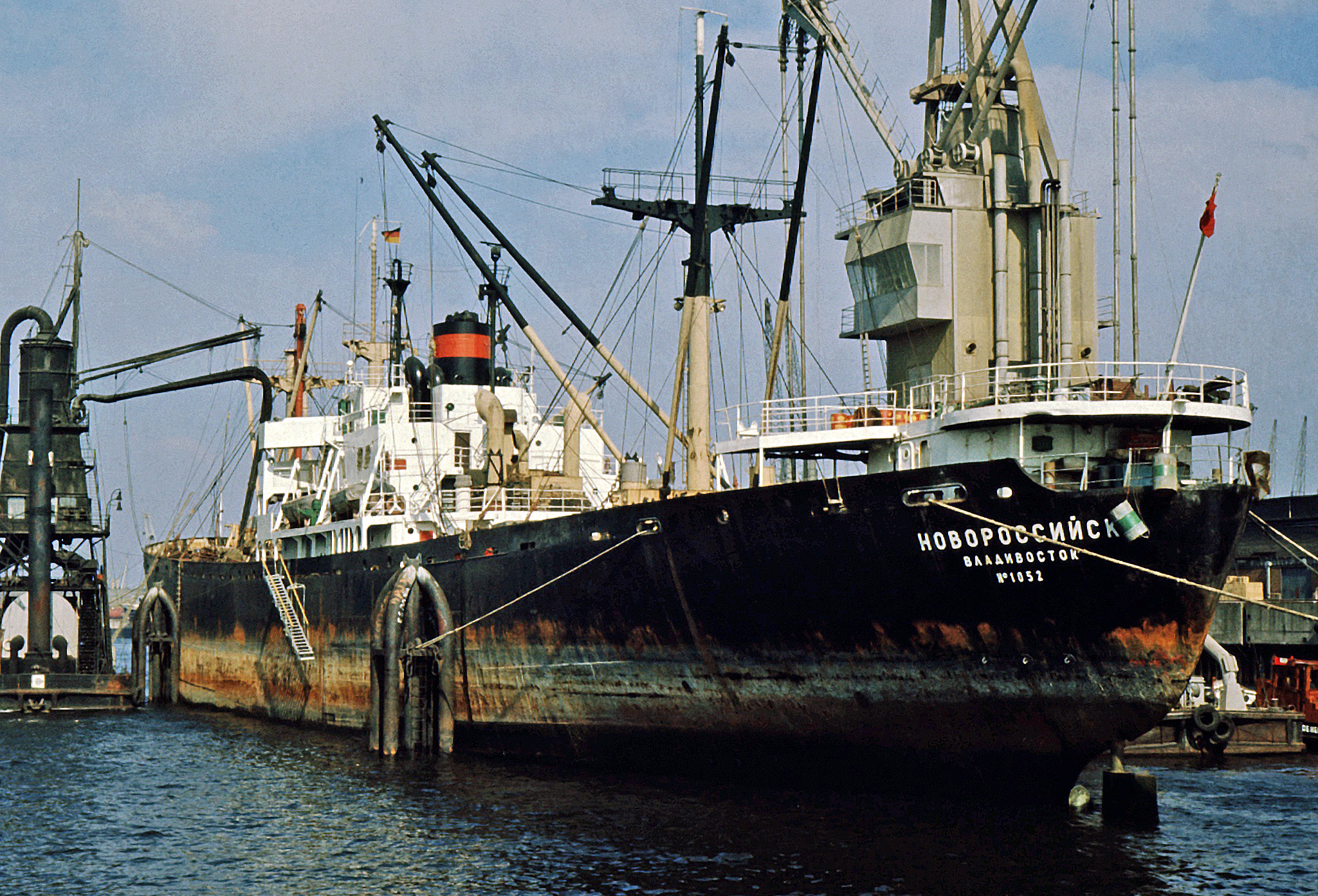
Novorossiysk, lliurat el 1943 a l'URSS, va navegar fins al 1974

De 1946 a 1963, la Pacific Ready Reserve Fleet – Columbia River Group, va retenir fins a 500 vaixells Liberty.
El 1946, els vaixells Liberty van ser posats en suspensió a la Flota de Reserva del riu Hudson, prop de Tarrytown, Nova York . En el seu punt àlgid, el 1965, s'hi van emmagatzemar 189 bucs. Els dos últims es van vendre com a ferralla a Espanya el 1971 i la reserva es va tancar permanentment.

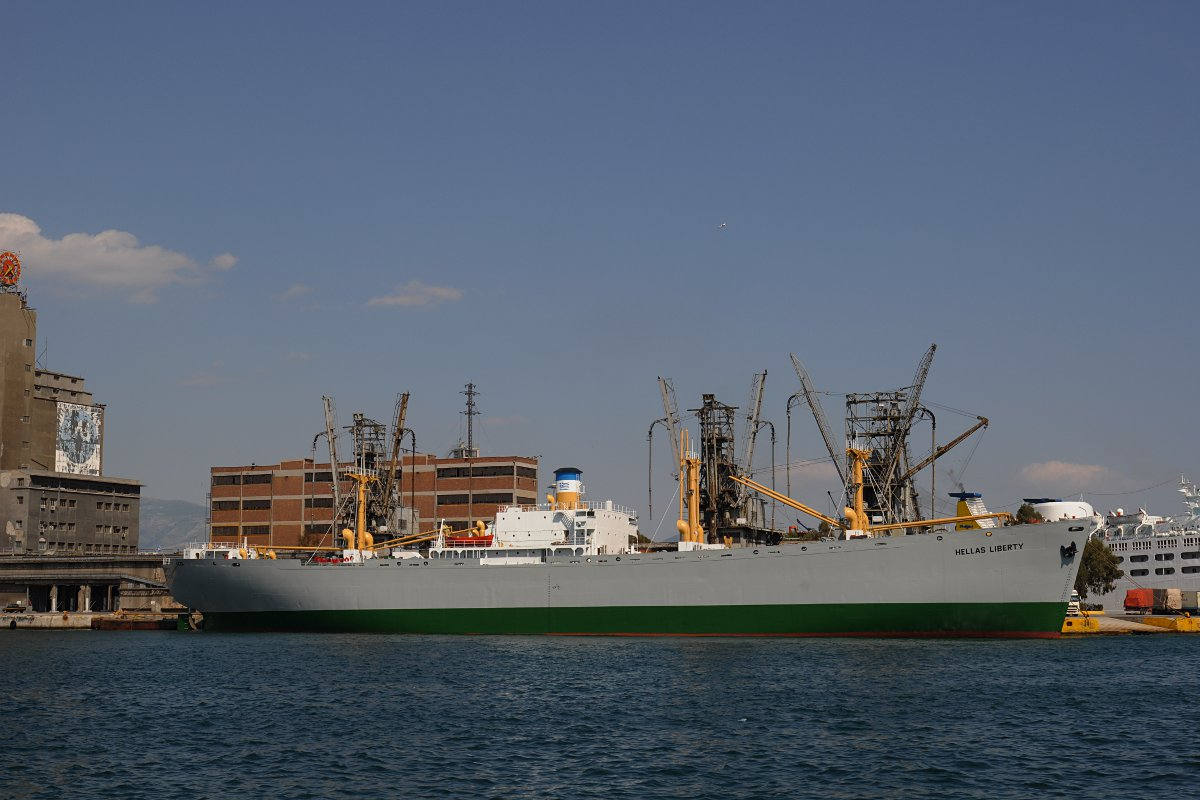
SS Hellas Liberty (ex-SS Arthur M. Huddell) el juny de 2010

Només queden dos vaixells Liberty operatius, el SS  John W. Brown i el SS  Jeremiah O'Brien. El John W. Brown ha tingut una llarga carrera com a vaixell escola i moltes modificacions internes, mentre que el Jeremiah O'Brien es manté en gran part en el seu estat original. Tots dos són vaixells museu que encara surten al mar regularment. El 1994, el Jeremiah O'Brien va navegar des de San Francisco fins a Anglaterra i França per al 50è aniversari del Dia D, l'únic gran vaixell de la flota original de l'operació Overlord que va participar en l'aniversari. El 2008, el SS  Arthur M. Huddell, un vaixell convertit el 1944 en un transport per canonades per donar suport a l'Operació Plutó, va ser transferit a Grècia i convertit en un museu flotant dedicat a la història de la marina mercant grega; tot i que es van restaurar els components importants que faltaven, aquest vaixell ja no està operatiu.
Els vaixells Liberty continuen servint en una funció "menys completa" moltes dècades després de la seva botadura. A Portland, Oregon , els cascos del Richard Henry Dana i del Jane Addams serveixen com a base dels molls flotants. El SS  Albert M. Boe sobreviu com l'Star de Kodiak, una fàbrica de conserves sense sortida al mar, al port de Kodiak a 57° 47′ 12″ N, 152° 24′ 18″ O / 57.78667°N,152.40500°O.
El SS  Charles H. Cugle va ser convertit en MH-1A (també conegut com a USS Sturgis ). El MH-1A va ser una central nuclear flotant i la primera mai construïda. El MH-1A es va utilitzar per generar electricitat a la zona del Canal de Panamà des del 1968 fins al 1975. També es va utilitzar com a planta generadora d'aigua dolça. Va estar ancorat a la Flota de Reserva del riu James. El vaixell va ser desmantellat el 2019 a Brownsville, Texas.
Cinquanta-vuit vaixells Liberty van ser allargats en 21 m a partir de 1958, donant-los una capacitat de càrrega addicional a un petit cost addicional Els ponts de la majoria d'aquests també es van tancar a mitjans de la dècada de 1960 d'acord amb un disseny de l'arquitecte naval Ion Livas.
A la dècada de 1950, l'Administració Marítima va instituir el Programa de Conversió i Millora de Motors de Vaixells Liberty, que tenia l'objectiu d'augmentar la velocitat dels vaixells Liberty a 15 nusos (28 km/h; 17 mph), fent-los competitius amb dissenys més moderns, així com adquirint experiència amb sistemes de propulsió alternatius. Quatre vaixells van ser convertits en el programa d'11 milions de dòlars. El SS Benjamin Chew va modificar els seus condensadors existents i va instal•lar un nou sobreescalfador i una turbina amb engranatges per donar al vaixell 6.000 cavalls de potència, en comparació amb els 2.500 anteriors. El SS Thomas Nelson va allargar la proa, es van instal•lar motors dièsel en lloc del motor de vapor original i es van equipar grues mòbils en lloc de l'aparell de manipulació de càrrega original. El GTS (Vaixell de Turbina de Gas) John Sergeant va tenir la proa allargada i el seu motor de vapor va ser substituït per una turbina de gas General Electric de 6.600 cavalls de potència, connectada a una hèlix de pas reversible mitjançant un engranatge reductor. El John Sergeant es va considerar un èxit en general, però els problemes amb l'hèlix de pas reversible van posar fi a la seva prova després de tres anys. El GTS William Patterson va tenir la proa estesa i la seva màquina de vapor substituïda per 6 generadors de gas de pistó lliure General Electric GE-14, connectats a dues turbines reversibles i amb una capacitat total de 6.000 cavalls de potència. El William Patterson es va considerar un fracàs, ja que la fiabilitat i l'escalabilitat del disseny eren deficients.  Els quatre vaixells s'abastien de fueloil Bunker C, tot i que el John Sergeant necessitava una qualitat de combustible disponible en ports limitats i també requeria un tractament addicional per reduir els contaminants.  Tres van ser desballestats el 1971 o el 1972 i el Thomas Nelson, equipat amb dièsel, va ser desballestat el 1981.
El 2011, el Servei Postal dels Estats Units va emetre un segell postal amb el vaixell Liberty com a part d'una sèrie sobre la Marina Mercant dels Estats Units.

## Drassanes
Els vaixells Liberty es van construir en divuit drassanes situades al llarg de les costes de l'Atlàntic, el Pacífic i el Golf dels Estats Units:
- Alabama Drydock and Shipbuilding, Mobile, Alabama
- Bethlehem-Fairfield Shipyard, Baltimore, Maryland
- California Shipbuilding Corp., Los Angeles, California
- Delta Shipbuilding Corp., New Orleans, Louisiana
- J.A. Jones Construction Company
  - Panama City, Florida
  - Brunswick, Georgia[71]
- Kaiser Company, Vancouver, Washington
- Marinship, Sausalito, California
- New England Shipbuilding Corporation, South Portland, Maine Les drassanes East i West es trobaven als mateixos 60 acres (240.000 m²) de drassana.
  - East Yard
  - West Yard
- North Carolina Shipbuilding Company, Wilmington, North Carolina
- Oregon Shipbuilding Corporation, Portland, Oregon
- Permanente Metals Corporation, Richmond, California (a Kaiser facility)
  - Kaiser Richmond No. 1 Yard
  - Kaiser Richmond No. 2 Yard
- St. Johns River Shipbuilding, Jacksonville, Florida
- Southeastern Shipbuilding Corporation, Savannah, Geòrgia[71]
- Todd Houston Shipbuilding, Houston, Texas
- Walsh-Kaiser Co., Inc., Providence, Rhode Island
  - Small yard:
- Rheem Manufacturing Company va construir un vaixell, el SS William Coddington.[72]